# Nuova scuola slovacca
La Nuova scuola slovacca (in slovacco Nová škola slovenská) rappresentò la tendenza politica liberale nell'arco degli anni 1860-1870, in alternativa alla Vecchia scuola slovacca. Si formò nel 1868 negli ambienti imprenditoriali e intellettuali della comunità slovacca di Pest e di Buda.

## L'ideale
La Nuova scuola slovacca si discostò dalla politica della Vecchia scuola slovacca sulla questione dell'orientamento nazionale, sulla questione degli obiettivi politici nazionali e sulle questioni di tattica e strategia politica. Nella politica nazionale pose l'enfasi sulla cooperazione fra i popoli basata sulla costituzione ungherese e sulle autonomie dei comitati, al posto del centralismo asburgico sostenne il dualismo austro-ungarico, al posto del tradizionale "vettore di Vienna" promosse l'"orientamento a Pest". Cercò di realizzare la politica nazionale slovacca nell'ambito di un Regno d'Ungheria plurinazionale, quindi respinse la richiesta di una regione autonoma slovacca contenuto nel Memorandum della nazione slovacca del 1861. Propugnò una politica pratica di azione, in particolare nel campo dei diritti linguistici e scolastici, per migliorare le condizioni individuali e porre le basi dell'esistenza nazionale. Attingeva alle tradizioni della filosofia politica anglosassone e francese, basandosi sulle idee di costituzionalismo e cittadinanza, e si considerava realistica contrapponendosi all'idealismo romantico della generazione di Ľudovít Štúr e dei suoi eredi. Sulla cooperazione con i partiti e circoli politici ungheresi e con la nobiltà si impegnò invano. 
Strumento politico di comunicazione della Nuova scuola slovacca fu la casa editrice Minerva, che stampava il quotidiano Slovenské noviny e il mensile Der Slowak. Il loro più forte avversario conservatore fu Jozef Miloslav Hurban. Nel 1872, la Nuova scuola slovacca diede vita al Partito dell'uguaglianza e alcuni dei suoi simpatizzanti ebbero due volte successo nelle elezioni per il Parlamento ungherese. Dopo la chiusura della Matica slovenská e la chiusura di 3 ginnasi slovacchi, il programma della Nuova scuola slovacca cadde e nel 1875 cessò di esistere.

## Esponenti della Nuova scuola slovacca
Diedero vita alla Nuova scuola slovacca Ján Nepomuk Bobula, Jozef Pozdech, Jozef Zarzetzký, Koloman Banšell, Ján Mallý-Dusarov, Ján Palárik e altri.

## Bilancio ed eredità
La nascita della Nuova scuola slovacca portò il primo scisma nella vita politica slovacca, la sua esistenza non portò nessuno dei risultati pratici attesi e la sua eredità più preziosa rimase il lavoro politico-giornalistico di Ján Mallý-Dusarov e di Ján Palárik. Tuttavia, alcuni degli elementi democratici dell'ideologia della Nuova scuola trovarono in qualche modo seguito bel pensiero politico della generazione dei hlasisti.